# Eneolit
Eneolit (z latinského aeneus – měděný) či chalkolit (z řeckého chalkos – měděný, lithos – kámen), česky doba měděná, nebo také pozdní doba kamenná, je označení pro historické období v pravěku – závěrečnou fázi doby kamenné. Následuje po neolitu a předchází době bronzové.

## Příčiny
Zdá se, že na konci neolitu došlo k určité krizi. Svědčily by pro to i častější nálezy kostí lovných zvířat na neolitických sídlištích. Snad hrála roli vyčerpanost půdy v důsledku žárového zemědělství.

## Typické znaky

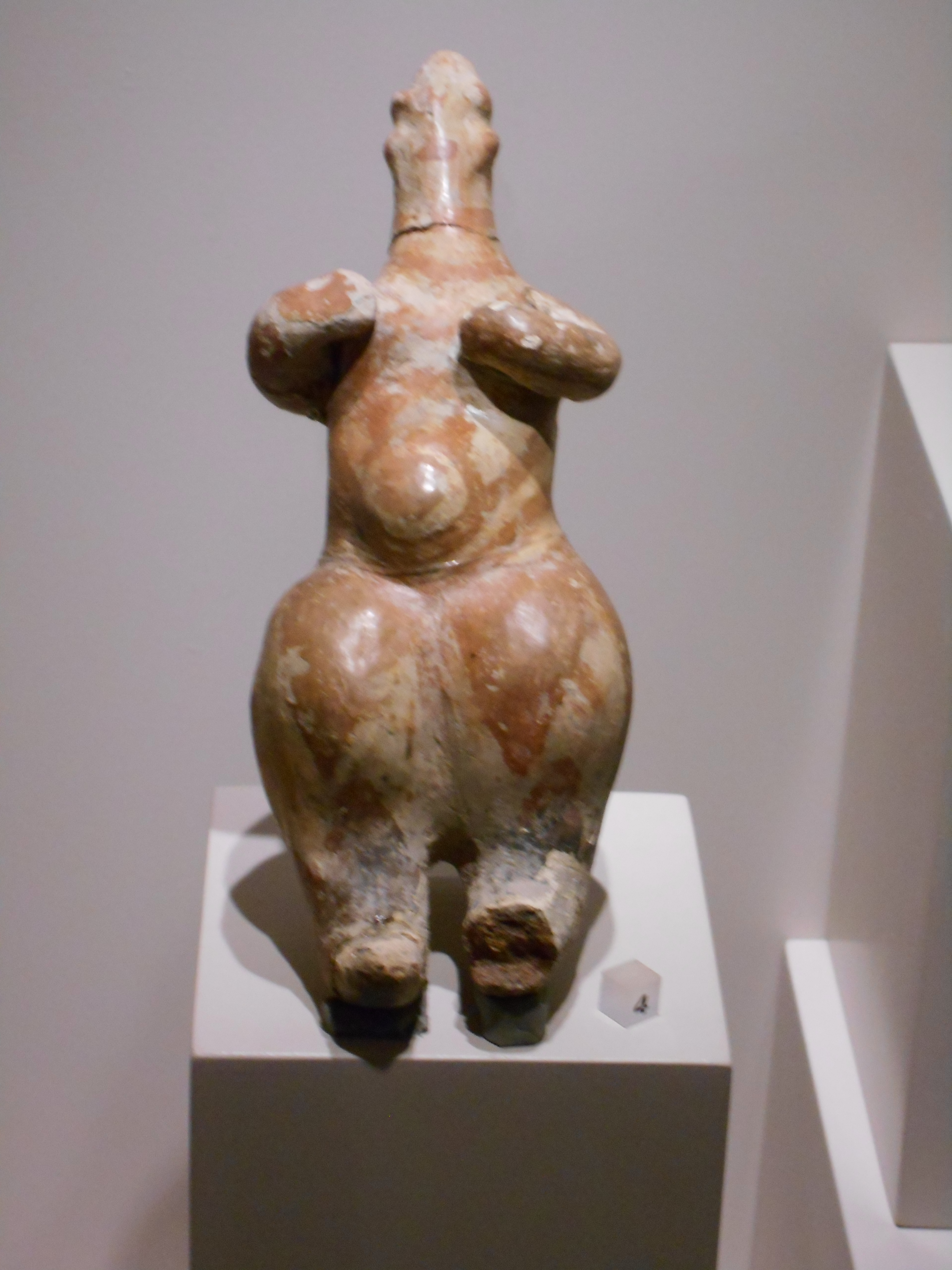
Terakotová figurka z Archeologického muzea v turecké Alanyi

Znalost zpracování mědi. Měď, která byla jako materiál významná v této epoše pouze v jižní a jihovýchodní Evropě a na Předním východě, v dalších částech Evropy neměla zásadní význam, protože se jí tam nenacházel dostatek.
Diferenciace vývoje mezi Evropou a Asií, která byla patrná už v neolitu, se prohloubila – v době, kdy ve střední Evropě začíná eneolit, již vznikaly v Orientu první otrokářské státy (Sumer, Akkad).

## Typické znaky pro střední Evropu

### Užití oradla v zemědělství
Pozůstatky křížové orby byly nalezeny pod mohylami v Polsku (Sarnow), Dánsku (Lundehøj, Aldrupsgarde) nebo v Česku (Březno u Loun, Konobrže). Předpokládá se, že tato orba mohla být kultovního charakteru. Nezdá se, že by tato oradla (jejichž podobu neznáme) zvýšila výnos polí, spíše obdělávání urychlila. Zároveň došlo k jasnému oddělení polí od sídlišť.

### Znalost kola a vozu
Jeden z nejpřevratnějších vynálezů v lidských dějinách se objevuje právě v době někdy kolem poloviny 5. tisíciletí př. n. l. Podle nejnovějších poznatků se zdá, že se kolo objevuje během velmi krátké doby v podstatě v celé Evropě. Nemáme tedy jistotu, že vzniklo na Předním východě, jak bylo po dlouhou dobu předpokládáno. Jedinečným dokladem existence vozu je nález hliněného modelu vozíku v maďarském Budakalász. Spekulace o využití vozu v dálkovém obchodě jsou ovšem nepodložené a silně nepravděpodobné, protože toto by vyžadovalo existenci dlouhých úseků sjízdných cest. Spíše se předpokládá hospodářské užití v rámci jednotky dům – pole.

### Užití tažných zvířat
Souvisí s užíváním oradla a vozu. Zdá se, že dobytčata získala v některých kulturách díky své důležitosti postavení kultovního zvířete. To naznačují nálezy sošek býků s náznaky zápřahu na různých místech Evropy (např. Bytyn v Polsku) a také rituální pohřby dobytčat v okolí Lipska (kultura kulovitých amfor). Velmi vzácným důkazem je nález dřevěného jha (býk z jasanového dřeva) ze švýcarského Vinelzu.

### Doklady organizované těžby hornin
Nejznámějším dokladem těžby (i hlubinné) je lokalita Krzemionki u Krakova. Byl zde nalezen systém šachet a štol.

### Výšinná hrazená sídliště

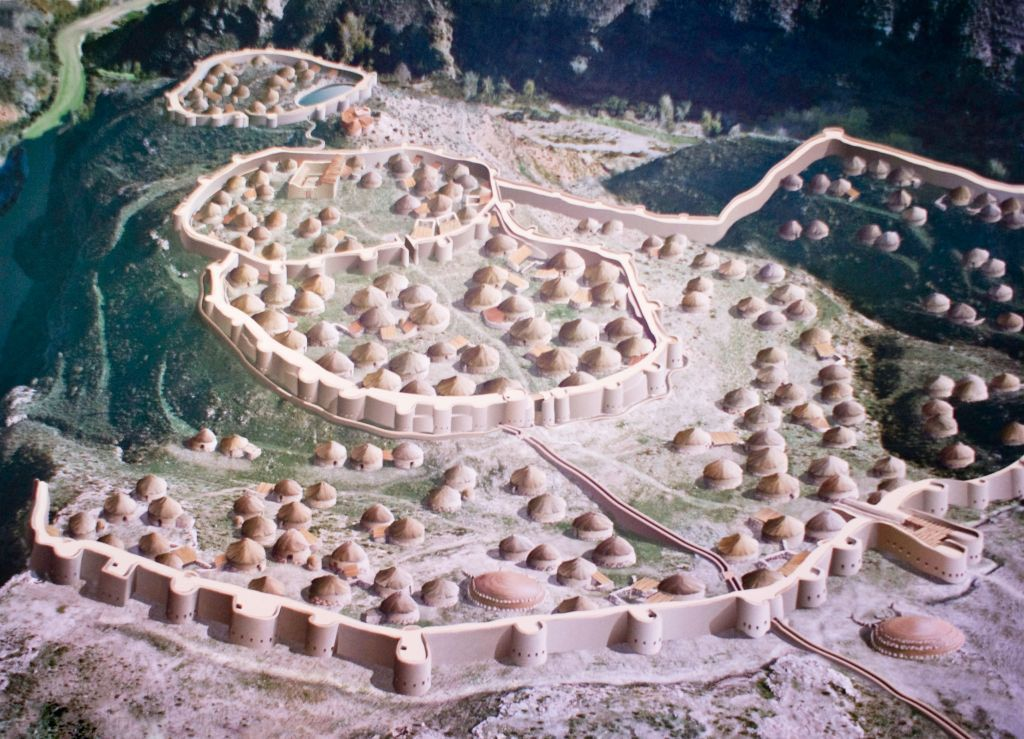
Model Los Millares, sídla nacházejícího se během eneolitu nedaleko dnešního španělského města Almería

Objevují se snad již na konci neolitu, v eneolitu plně prokázána.

### Oddělení plochy sídliště a pohřebiště
Jestliže v neolitu nacházíme pohřby ještě i na sídlištích, často v sídlištních jámách, v eneolitu se pohřební rituál uniformizuje a asi i rozšiřuje na všechny členy komunity. Zároveň je pohřební okrsek jasně oddělen od sídliště.

### První bohaté hroby
Bohaté hroby snad dosvědčují sociální diferenciaci obyvatelstva (jako další nepřímý důkaz by mohla svědčit existence výšinných sídlišť).

### Menší obytné stavby
Jestliže je pro neolit ve střední Evropě typický tzv. dlouhý dům, tak v eneolitu se objevují menší chaty spíše obdélníkového půdorysu (cca 6–8 × 3–4 m). Snad se z toho dá usuzovat, že základní jednotkou komunity již nebyl celý rod (osídlující v neolitu dlouhý dům), ale podstatně menší jednotka (snad nukleární rodina). Sídliště jako celky jsou také oproti neolitu menší.

### Upevnění společenského postavení muže
Jako jeden ze sociálních důsledků hospodářských změn se uvažuje o zesílení společenského postavení muže ve společnosti, hlavně v souvislosti s užitím oradla a dobytčat. Starost o pole tak přechází do jeho kompentence. V této souvislosti se upustilo[kdo?] od užívání termínu patriarchát, spíše se užívá korektnější pojem patrilineární společnost.

## Eneolit v Česku
Na českém území spadá eneolit do konce 4300/4200 do 2200 př. n. l. Obvykle se dělí na:
- časný eneolit (4300/4200 – 3700 př. n. l.), kam patří kultura lengyelská, münchshöfenská, schussenriedská, jordanovská skupina a michelsberská kultura.
- do staršího eneolitu (3700 – 3350 př. n. l.) se řadí kulturu nálevkovitých pohárů a stupeň Ia kultury badenské.
- ve středním eneolitu (3350 – 2900/2800 př. n. l.) se objevuje badenská kultura, řivnáčská kultura, bošácká skupina, kultura chamská, kultura kulovitých amfor.
- v mladším eneolitu (2900/2800 – 2200 př. n. l.) je české území osídleno kulturou se šňůrovou keramikou a kulturou se zvoncovitými poháry. Na sklonku se objevuje i protoúnětická kultura.